# One of Our Girls

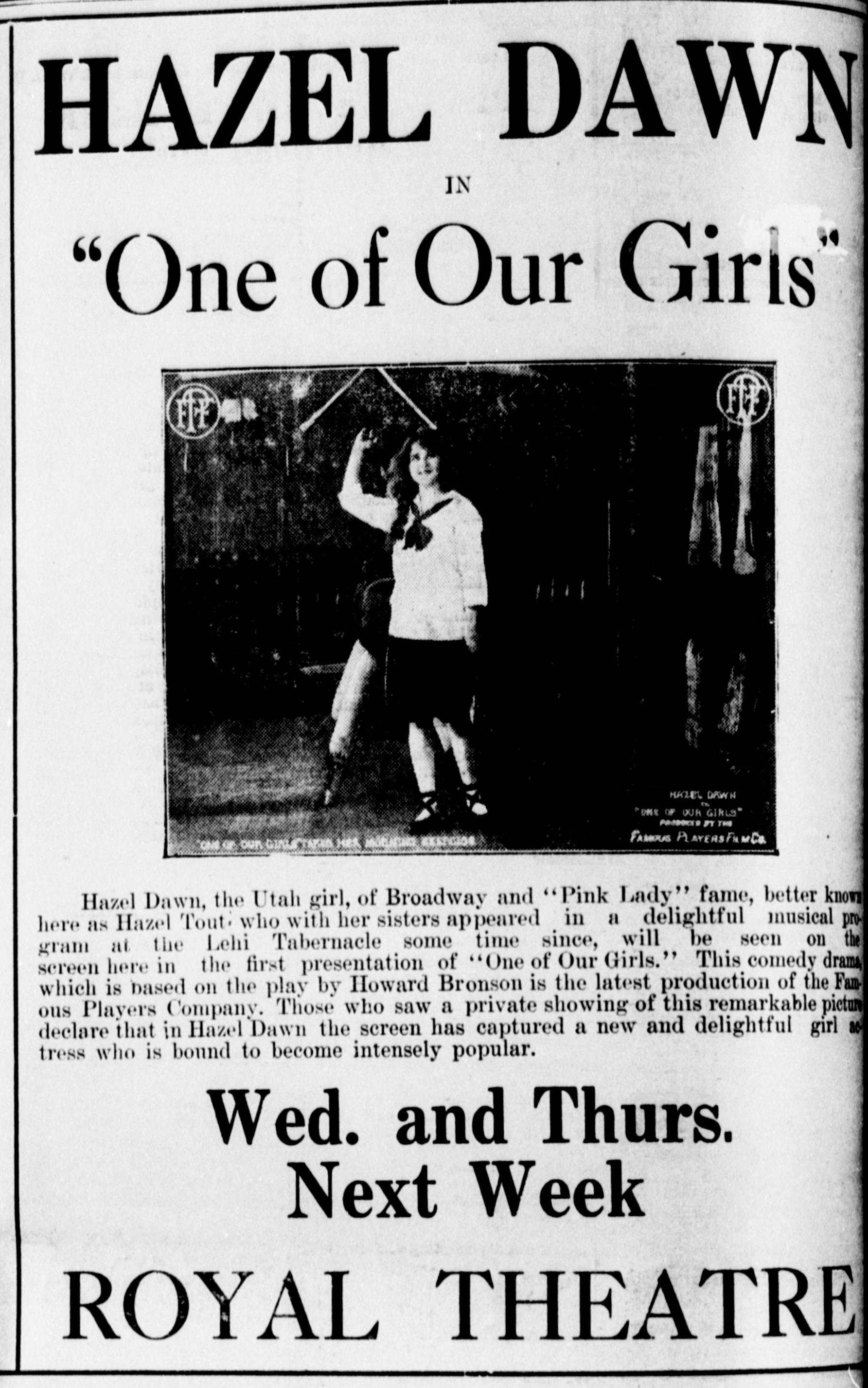
Pubblicità del film

One of Our Girls è un film muto del 1914 diretto da Thomas N. Heffron. Si basa sul lavoro teatrale omonimo di Bronson Howard che venne presentato in prima al Lyceum Theatre di Broadway il 10 novembre 1895, restando in scena per 101 rappresentazioni.

## Trama
Kate Shipley, un'ereditiera americana, viene corteggiata dal capitano inglese John Gregory. La cugina francese di Kate, Julie Fonblanque, è spinta dai genitori al matrimonio con il conte Florian de Crebillon nonostante lei sia innamorata di Henri de St. Hillaire. Quando il cadavere di una donna viene scoperto nel pozzo della sua proprietà, Crebillon lo sposta subito.
Julie confida a Kate il piano di fuga che ha escogitato per scappare con l'amato Henri ma l'americana la va a trovare per cercare di dissuaderla. Quando Crebillon e il capitano Gregory arrivano inaspettatamente, Kate nasconde Julie. Il conte allora insulta la giovane, dandole della donna leggera perché si trova lì da sola, senza avere uno chaperon. Gregory, offeso, sfida a duello Crebillon, ferendolo. Credendo di essere in punto di morte, il francese confessa che il corpo nel pozzo era quello di sua moglie Sylvia che si era suicidata, drogata da lui che voleva tenerla in stato di torpore. L'uomo viene arrestato e Julie ora è libera di sposare Henri, mentre Kate sposa Gregory.

## Produzione
Il film fu prodotto dalla Famous Players Film Company.

## Distribuzione
Il film - presentato da Daniel Frohman - uscì nelle sale cinematografiche statunitensi il 10 giugno 1914.